# Mizumoto Hiroki
Mizumoto Hiroki (Isze, 1985. szeptember 12. –) japán válogatott labdarúgó.
A japán U23-as válogatott tagjaként részt vett a 2008. évi nyári olimpiai játékokon.

## Statisztika
| Japán válogatott | Japán válogatott | Japán válogatott |
| Időszak          | Mérk.            | gól              |
| ---------------- | ---------------- | ---------------- |
| 2006             | 2                | 0                |
| 2007             | 0                | 0                |
| 2008             | 1                | 0                |
| 2009             | 0                | 0                |
| 2010             | 0                | 0                |
| 2011             | 0                | 0                |
| 2012             | 2                | 0                |
| 2013             | 0                | 0                |
| 2014             | 1                | 0                |
| 2015             |                  |                  |
| Összesen         | 6                | 0                |